# Grabhügel von Holthausen

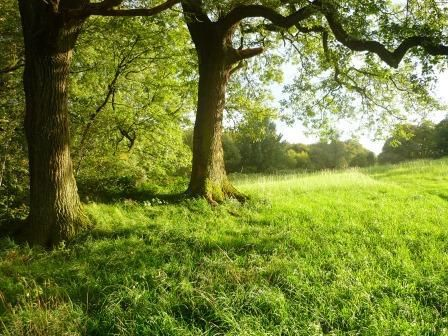
Grabhügel von Holthausen

Die Grabhügel von Holthausen befinden sich nahe der Kleingartenanlage Salzweg auf dem Billes Kopf in Holthausen, Hattingen, südlich der Ruhr. Früher stand hier der Röhr-Hof (Bille). Die Hügel datieren vermutlich auf die Jungsteinzeit.
Die Hügel wurden 1937 der Öffentlichkeit bekannt. In der Westfälischen Landeszeitung – Rote Erde vom 2. Juli 1937 stand: „Es dürfte nur wenigen bekannt geworden sein, dass (in Holthausen) auf dem Ausläufer eines Höhenrückens sich das reichste vorgeschichtliche Gräberfeld unserer weiteren Umgebung befindet. Die große Anlage dieser Kultstätte läßt auf die außerordentliche Bedeutung dieses Platzes mit Sicherheit schließen und zeugt von der in graue Vorzeit zurückreichenden Besiedlung der gemeinden Welper und Holthausen.“
Die Sprockhöveler Zeitung schrieb am 12. Juli 1937: „Ebenso hüllt sich das Steingräberfeld in Holthausen in vorläufig scheinbar undurchdringliche Geheimnisse. Ein Bauer machte vor einiger Zeit die Entdeckung, daß er dort auf dem Holthauser Höhenrücken, von wo man einen weiten Blick in das Ruhrtal hat, ein scheinbar unerschöpfliches Feld sofort verwendbarer Steine hatte. Als er schließlich feststellte, daß die Steine besonders und eigenartig geschichtet lagen, gab er seine Beobachtungen bekannt. Und da entdeckte man, daß es sogenannte Steinkisten waren, also Steingräber unserer Vorfahren sein müssten. Und zwar handelt es sich hier wahrscheinlich um ein großes Gräberfeld, das, wie wir noch durch Schriften feststellen können, auf einer frühen der Allgemeinheit in Welper-Holthausen gehörenden Mark angelegt war. Der Leiter der Pflegestätte für germanische Vorgeschichte in Münster hat erklärt, daß es das besterhaltene und wahrscheinlich größte Steingräberfeld des Industriegebietes sei. Man hat um das Steingräberfeld deutlich einen Umfassungswall feststellen können. Eigenartigerweise laufen die Gräben nach der Höhe zusammen.“
Bei einer Geländebegehung am 16. April 1957 wurden 26 Grabhügel mit einem Durchmesser zwischen 3 und 8 Metern und einer Höhe von 60 bis 110 Zentimetern dokumentiert.
Heinrich Eversberg machte 1957 einen Schnitt durch einen Hügel; bei einer zweiten Grabung 1959 trugen Schüler des Gymnasiums Waldstraße einen Hügel zur Hälfte ab ohne etwas zu finden.
1988 wurden 20 Verdachtsflächen ausgemacht.
Eine Aufnahme in die Denkmalliste der Stadt Hattingen wurde 1988 angeregt, aber nicht umgesetzt.